# كرستين شريدان
كرستين شريدان (بالإنجليزية: Kirsten Sheridan)‏ هي كاتبة سيناريو وكاتِبة ومخرجة وممثلة أيرلندية، ولدت في 14 يوليو 1976 بدبلن في جمهورية أيرلندا.

## أعمال

### أفلام
- (1989) قدمي اليسرى
- (1997) الملاكم[5]
- (2007) أوجست رش[6]

## ترشيحات
- جائزة الأوسكار لأفضل كتابة

## وصلات خارجية
- كرستين شريدان على موقع IMDb (الإنجليزية)
- كرستين شريدان على موقع ألو سيني (الفرنسية)
- كرستين شريدان على موقع أول موفي (الإنجليزية)
- كرستين شريدان على موقع قاعدة بيانات الأفلام السويدية (السويدية)
- كرستين شريدان على موقع قاعدة بيانات الفيلم (الإنجليزية)
- كرستين شريدان على موقع كينوبويسك (الروسية)